# Дах (филм)
„Дах” (словен. Dih) је југословенски и словеначки филм први пут приказан 5. јула 1983. године. Режирао га је Божо Спрајц а сценарио је написао Жељко Козинц

## Улоге
| Глумац          | Улога |
| --------------- | ----- |
| Иво Бан         | Јуриј |
| Фарук Беголи    | Ђорђе |
| Деметер Битенц  |       |
| Ранко Гучевац   |       |
| Ангелца Хлебце  |       |
| Звоне Хрибар    |       |
| Андреј Нахтигал |       |
| Драга Поточњак  |       |
| Лојзе Розман    |       |
| Милена Зупанчић |       |